# Герби (посёлок)
Герби — посёлок сельского типа в Верхнебуреинском районе Хабаровского края России. Административный центр и единственный населённый пункт сельского поселения «Посёлок Герби». 
Станция БАМа Герби. Через посёлок проходит автодорога-дублёр БАМа  08К-15.

## География
Находится в отрогах Баджальского хребта, на реке Герби (правый приток р. Амгунь), в 124 километрах от райцентра — посёлка Чегдомын.

## История
23 марта 1979 года был завершен монтаж железнодорожного моста через горную реку Герби. Отряд   «Первостроитель» строительно-монтажного поезда  «СаратовБАМстрой» прибыл в конце августа 1979 года на возведение посёлка Герби .

## Население
| 2019 |
| ---- |
| 296  |

## Инфраструктура
Основная часть населения занята в Амгуньской дистанции пути, станции Герби, ЭЧ — 8, на котельной ООО «Тепловик», пожарной части, ВОХР, Гербинском лесничестве.
Действуют: общеобразовательная школа, библиотека, Дом культуры, фельдшерско-акушерский пункт, почтовое отделение, пожарная часть.

## Транспорт
БАМ.
Автодорога  Берёзовый — Амгунь —  Герби — Сулук — Солони — Новый Ургал.